# 电视节目
電視節目是由電視臺、製作公司等專業媒體或某一間機構製作，並由電視臺播放的節目。它包括新聞、戲劇、戲曲、音樂、劇集、電影、娛樂、體育、綜藝節目、社會教育等不同形式之節目。

## 歷史
第一批電視節目是實驗性的、零星的廣播，只能在1930年代開始的廣播塔，範圍很小的範圍內觀看。

## 分類
各地都有不同的分類

| - 新聞節目：大多數新聞台 - 新聞報導節目 - 新聞評論節目 - 深度報導節目 - 清談節目 - 政論節目 - 專題討論節目 - 綜藝節目：常見於大多數的綜合頻道 - 搞笑節目 - 選秀節目 - 互動節目 - 實境節目 - 遊戲節目 - 資訊節目 - 電視戲劇節目 - 連續劇 - 單元劇 - 肥皂劇 - 電影節目 - 電視電影 - 類戲劇 - 動畫節目 - 紀錄片節目 - 特攝節目 - 社會教育節目 - 電視教學節目 - 料理節目 - 體育節目 - 體育競技節目 - 體育競賽節目 - 宗教節目 | - 現場直播節目 - 特別節目 - 迷你節目 - 高畫質節目 - 廣告 |

### 文獻
- 中共中央办公厅、中国国务院办公厅《全国性文艺新闻出版评奖管理办法》对“中国广播电视节目奖”的分类）

## 外部連結
- 中国影视网
- 中国影视剧情网